# Cuprum Lubin 2014-2015
Questa voce raccoglie le informazioni riguardanti il Cuprum Lubin nelle competizioni ufficiali della stagione 2014-2015.

## Organigramma societario
Area direttiva
- Presidente: Dariusz Biernat

Area tecnica
- Allenatore: Gheorghe Crețu
- Allenatore in seconda: Paweł Szabelski

## Rosa
| N° | Nome                | Ruolo | Data di nascita   | Nazionalità sportiva |
| -- | ------------------- | ----- | ----------------- | -------------------- |
| 1  | Łukasz Łapszyński   | S     | 23 settembre 1993 | Polonia              |
| 3  | Ivan Borovnjak      | S     | 4 luglio 1989     | Serbia               |
| 4  | Jeroen Trommel      | S     | 1º agosto 1980    | Paesi Bassi          |
| 5  | Adam Michalski      | C     | 24 dicembre 1988  | Polonia              |
| 6  | Paweł Rusek         | L     | 21 gennaio 1983   | Polonia              |
| 7  | Maciej Gorzkiewicz  | P     | 16 febbraio 1984  | Polonia              |
| 9  | Dmytro Pašyckyj     | C     | 29 novembre 1987  | Ucraina              |
| 10 | Marcel Gromadowski  | S/O   | 19 dicembre 1985  | Polonia              |
| 11 | Łukasz Kadziewicz   | C     | 20 settembre 1980 | Polonia              |
| 13 | Szymon Romać        | S     | 1º ottobre 1990   | Polonia              |
| 14 | Paweł Siezieniewski | S     | 27 dicembre 1982  | Polonia              |
| 17 | Marcin Kryś         | L     | 15 settembre 1983 | Polonia              |
| 18 | Grzegorz Łomacz     | P     | 1º ottobre 1987   | Polonia              |